# Trận Cadsand
Trận Cadzand là một trận chiến nhỏ của cuộc Chiến tranh Trăm Năm, xảy ra vào 1337. Nó bao gồm một cuộc đột kích vào đảo Cadzand của xứ Flemish, được dùng để dò xét phản ứng và tinh thần chiến đấu của các đơn vị đồn trú địa phương, nâng cao tinh thần dân tộc ởAnh và củng cố mối liên hệ với các đồng minh của vua Edward III ở lục địa bằng một chiến thắng dễ dàng.
Đối với Edward, cuộc chiến đã không còn tiến triển như nhà vua đã hy vọng vào đầu năm khi các đồng minh tại vùng đất thấp và Đức đã không ngăn được một cuộc xâm lược của Pháp như dự định và những thất bại liên tiếp của xứ Gascony. Hạm đội của Edward đã không được chuẩn bị đầy đủ với lực lượng chính của quân đội, trong khi ngân khố của triều đình Anh đang trong tình trạng nguy hiểm do Edward phải trả chi phí lớn cho các lực lượng đồng minh ở lục địa. Vì vậy, ông phải giành được một chiến thắng mang tính biểu tượng chống lại người Pháp. Để hiện thực hóa kế hoạch, ông đã lệnh cho hiệp sĩ Walter Manny,  người chỉ huy đội quân tiên phong tới đóng quân ở Hainaut, nơi có một hạm đội nhỏ và tấn công vào đảo Cadzand, nay là một phần của Hà Lan và sau đó là một phần của Flander, một vùng bán tự trị của nước Pháp.

## Cadzand
Cadzand là một hòn đảo đầm lầy dân cư thưa thớt với vài làng chài nhỏ, ít bị cướp bóc và không có chút tầm quan trọng nào ngoại trừ việc nó gần cảng Sluys giàu có và do đó có thể được sử dụng làm mồi nhử các đơn vị đồn trú của thành phố. Manny hiểu được điều này, và sau một cuộc do thám ban đầu vào các thị trấn không thành công trong ngày 09 Tháng 11, ông chỉ huy 3700 thủy thủ và binh sĩ tới Cadzand và cho họ mặc sức cướp bóc, hãm hiếp và đốt phá các làng bị cô lập trong vài ngày liền.
Trại đóng quân ở Sluys, được chỉ huy bởi Guy, con hoang xứ Flanders, con hoang của Louis, bá tước xứ Nevers, không thể để cho cuộc cướp bóc diễn ra ngay trước mắt họ mà không có bất kì phản ứng gì. Quân Flemish đã vượt qua kênh giữa Sluys và đảo Cadzand vài ngày sau đó và cố gắng để đối đầu với quân của Manny. Chỉ huy quân Anh đã chuẩn bị sẵn sàng và lệnh cho quân của mình lập một vị trí phòng thủ lý tưởng trên đảo cho phép họ có thể tấn công và tiêu diệt lực lượng Flemish trong một cuộc giao tranh ngắn, được bắt đầu bằng một trận mưa tên từ cung nỏ của hai bên, mặc dù không có các tài liệu về cuộc giao tranh. Chỉ có một lực lượng nhỏ Flemish có thể rút lui qua kênh an toàn, Guy của Flanders cùng với các quý tộc khác đã bị bắt, và dược xếp loại để đòi tiền chuộc. Thiệt hại của quân Anh ở mức tối thiểu.

## Hậu quả
Manny đã từ bỏ hòn đảo ngay sau khi chiến thắng quân Flemish và lui về nước. Các đồng minh của nước Anh ấn tượng mạnh bởi sức mạnh của edward III. Vua Philip VI cũng bị ảnh hưởng rất nhiều bởi cuộc tấn công này, cho rằng có kẻ phản bội trong số các đồng minh Flemish đã tiến hành một làn sóng khủng bố và hành quyết liên tục trong phần còn lại của Triều đại ông và xa lánh dần các đồng minh Flemish ủng hộ ông. Mười năm sau trận chiến, khi nước Anh và xứ Flander đã trở thành đồng minh, Edward III đã phải xin lỗi và bồi thường chiến tranh cho Flander vì hành động này. Sluys sau đó chứng kiến một trận hải chiến quan trọng vào năm 1340.